# Clytocerus zuluensis
Clytocerus zuluensis är en tvåvingeart som beskrevs av Duckhouse 1975. Clytocerus zuluensis ingår i släktet Clytocerus och familjen fjärilsmyggor. Inga underarter finns listade i Catalogue of Life.